# 蔓延
| ウィキペディアには「蔓延」という見出しの百科事典記事はありません（タイトルに「蔓延」を含むページの一覧/「蔓延」で始まるページの一覧）。 代わりにウィクショナリーのページ「蔓延」が役に立つかもしれません。 |